# Regulaciones de experimentación con animales
Las regulaciones de experimentación con animales son pautas que permiten y controlan el uso de animales no humanos en la experimentación científica. Estas varían mucho alrededor del mundo, pero la mayoría de los gobiernos tienen como objetivo controlar la cantidad de veces que se puede utilizar cada animal; el número total de veces utilizado; y el grado de dolor que se puede infligir sin anestesia.

## Europa
Los experimentos con animales vertebrados en la Unión Europea están sujetos desde el 1 de enero de 2013. a la Directiva 2010/63/UE sobre la protección de los animales utilizados con fines científicos, que finalizó en noviembre de 2010 y que actualizó y sustituyó a la Directiva 86/609/CEE sobre la protección de los animales utilizados para experimentación y otros fines científicos, adoptada en 1986.  La Directiva 86/609/CEE mostró una variación considerable en la forma en que los países miembros eligieron ejercer la directiva: compare, por ejemplo, la legislación de Suecia,  Países Bajos,  y Alemania. 
Con una enmienda de 2004 a la Directiva sobre cosméticos, la experimentación en animales para productos cosméticos está prohibida en la UE. Además, la experimentación en animales para ingredientes cosméticos está prohibida desde marzo de 2009. La modificación también prohibía, desde el 11 de marzo de 2009, comercializar productos cosméticos que contengan ingredientes que hayan sido probados en animales. Esta no prohíbe a las empresas utilizar pruebas en animales para cumplir con los requisitos reglamentarios en otros países.

### Francia
En Francia, la legislación (principalmente el decreto del 19 de octubre de 1980) exige una licencia institucional y de proyecto antes de realizar experimentos en vertebrados. Una institución debe presentar detalles de sus instalaciones y el motivo de los experimentos, después de lo cual se puede otorgar una licencia de cinco años después de una inspección de las instalaciones. El titular de la licencia del proyecto debe estar capacitado e instruido a un nivel adecuado. No se requieren licencias personales para las personas que trabajan bajo la supervisión del titular de una licencia de proyecto.  Estas regulaciones no se aplican a la investigación que emplea invertebrados. 

### Reino Unido
Los tipos de instituciones que realizan investigación con animales en el Reino Unido en 2015 fueron: universidades (47.7 %); organizaciones comerciales (25.1%); departamentos gubernamentales y otros organismos públicos (13.8%); organizaciones sin fines de lucro (12.4%); hospitales del Servicio Nacional de Salud (0.7%); laboratorios de salud pública (0.2%). 
La Ley de Animales (Procedimientos Científicos) de 1986  requiere que los experimentos estén regulados por tres licencias: una licencia de proyecto para el científico a cargo del proyecto, que detalla el número y tipo de animales que se utilizarán, los experimentos que se llevarán a cabo y su propósito; un certificado para que la institución asegure que cuenta con las instalaciones y el personal adecuados; y una licencia personal para cada científico o técnico que realice algún  procedimiento.  Al decidir si otorgar una licencia, el Ministerio del Interior se remite al análisis de costo-beneficio de la Ley, que se define como "los posibles efectos adversos en los animales en cuestión frente al beneficio que probablemente se obtenga como resultado del programa que se especificará en el licencia" (Sección 5(4)). No se debe otorgar una licencia si existe un "método razonablemente factible que no implique el uso de animales protegidos" (Sección 5(5) (a)). Los experimentos deben usar "el número mínimo de animales, involucrar animales con el grado más bajo de sensibilidad neurofisiológica, causar el menor dolor, sufrimiento, angustia o daño duradero, y [ser] los que tienen más probabilidades de producir resultados satisfactorios" (Sección 5( 5) (b)). 
Durante una investigación del comité selecto de la Cámara de los Lores de 2002 sobre la experimentación con animales en el Reino Unido, los testigos declararon que este tiene el sistema regulatorio más estricto del mundo y es el único país que requiere una evaluación de costo-beneficio de cada solicitud de licencia. Hay 29 inspectores calificados que cubren 230 establecimientos, que se visitan en promedio de 11 a 12 veces al año tanto en inspecciones anunciadas y no anunciadas.
Como resultado de la transposición de la Directiva 2010/63/UE, se realizaron cambios en la manera en que se revisan y aprueban las investigaciones en Reino Unido. Todos los establecimientos con licencia deben tener un Organismo de revisión ética y de bienestar animal (comúnmente conocido como AWERB) el cual considera y supervisa las solicitudes de proyectos para el sitio. La evaluación de la severidad también ha cambiado bajo las enmiendas a la Ley de Animales (Procedimientos Científicos) (1986). El grupo de trabajo de expertos de la Comisión Europea proporciona ejemplos prácticos de bandas de gravedad. La evaluación de la gravedad también debe realizarse retrospectivamente, lo que da como resultado que la gravedad se asigne sobre la base del sufrimiento real experimentado por los animales, en lugar de lo que se presume durante el diseño del estudio. Esto, a su vez, conduce a una asignación prospectiva más precisa de las bandas de gravedad.

### Alemania
La Ley Alemana de Bienestar Animal de 1972 está diseñada para hacer cumplir el principio utilitario de que debe haber una buena razón para causar daño a un animal e identifica que es responsabilidad de los seres humanos proteger la vida y el bienestar de sus creaturas. La Ley de bienestar animal se complementa con el Reglamento de animales de laboratorio para la protección de los animales de 2013 y la Directiva europea 2010/63/UE. Todas las instalaciones de investigación con animales deben inspeccionarse al menos cada tres años, y aquellas que realizan investigaciones con primates deben inspeccionarse al menos una vez al año. 

## Asia

### Japón
La experimentación con animales en Japón está regulada por varios documentos: la Ley para el tratamiento y el manejo humanitarios de los animales de 2005, las Normas relacionadas con el cuidado y el manejo y el alivio del dolor y la angustia de los animales de experimentación de 2006, y las directrices de varios ministerios y organizaciones
La ley establece que no está permitido causar angustia a los animales sin causa justificada (artículo 2), y que cuando se realicen experimentos con animales, se utilizarán métodos que reduzcan el dolor y la angustia de los animales tanto como sea posible. También establece que se tendrá en cuenta el uso adecuado de los animales, por ejemplo, reduciendo el número de animales utilizados cuando sea posible (artículo 41).
Los Estándares establecen que el uso de animales para fines científicos es necesario. Incluyen regulaciones para el refinamiento de los experimentos, con el fin de reducir el dolor y la angustia de los animales de experimentación, y la consideración de reemplazar los experimentos con animales con alternativas o reducir la cantidad de animales utilizados.
El MEXT (Ministerio de Educación, Cultura, Deportes, Ciencia y Tecnología) y MHLW (Ministerio de Salud, Trabajo y Bienestar) establecieron los lineamientos denominados “Políticas básicas en experimentación animal” como cuasi-reglamentos el 1 de junio de 2006. El SCJ (Consejo de Ciencias de Japón) formuló lineamientos más detallados, también en 2006, para ser utilizados cuando las instituciones forman sus regulaciones locales.
Los lineamientos de la SCJ establecen que el director de cada institución de investigación es responsable de los experimentos con animales realizados en sus instalaciones, que los experimentos con animales son indispensables y que cada institución debe formular reglamentos internos voluntarios para la realización científica adecuada de los experimentos con animales con base en los lineamientos.. Asimismo, establecen que cada institución debe formar un comité interno de revisión para inspeccionar los experimentos en esa institución, desde el punto de vista de la racionalidad científica, con consideración a la Ley y Normas antes mencionadas.
Sin embargo, ALIVE Foundation realizó una encuesta de universidades e instalaciones de investigación japonesas en 2011 y concluyó que:
"Parece haber poca conciencia sobre el uso de animales en experimentos. Aunque existe una directriz oficial que debe seguirse, las universidades nacionales no están cumpliendo con la directriz (en particular, en la elección de determinados tipos de animales, la autoevaluación y el cuidado/manejo de los animales)."

## Estados Unidos
En los Estados Unidos, las pruebas con animales en vertebrados están reguladas principalmente por la Ley de Bienestar Animal de 1966 (AWA), y las Regulaciones de Bienestar Animal que son aplicadas por la división de Cuidado Animal  del Animal and Plant Servicio de Inspección Sanitaria (APHIS) del Departamento de Agricultura de los Estados Unidos (USDA). La AWA contiene disposiciones para garantizar que los individuos de las especies cubiertas utilizadas en la investigación reciban un cierto nivel de atención y tratamiento, siempre que el estándar de atención y tratamiento no interfiera con "el diseño, los esquemas o las pautas de la investigación o experimentación real".  Actualmente, AWA solo protege a los mamíferos. En 2002, la Ley de Seguridad Agrícola de 2002, la quinta enmienda de la AWA, excluyó específicamente de las reglamentaciones a las aves, ratas y ratones criados específicamente (a diferencia de los ratones, ratas y aves capturados en la naturaleza). Aunque la mayoría de los animales utilizados en la investigación son ratones, ratas y peces, más de un millón de otros animales de investigación por año están cubiertos por la Ley de Bienestar Animal y las Regulaciones de Bienestar Animal. La AWA requiere que cada institución que utilice especies cubiertas mantenga un Comité Institucional de Cuidado y Uso de Animales (IACUC, por sus siglas en inglés), que es responsable del cumplimiento local de la Ley. Además, el IACUC revisa y aprueba cada protocolo de uso de animales, que es una descripción escrita que envían los investigadores describiendo todos los procedimientos a realizar con animales de laboratorio. Los investigadores deben consultar con un veterinario para cada procedimiento que pueda causar más que dolor o angustia momentánea a los animales. Además, se debe incluir con el protocolo una justificación por escrito de estos procedimientos, así como la documentación de una búsqueda de alternativas a estos procedimientos. El IACUC debe revisar y aprobar estos protocolos al menos una vez al año. El IACUC también inspecciona todas las instalaciones de animales, incluidas las instalaciones satélite, cada 6 meses. Como parte de esta inspección semestral, el comité también revisa todo el programa de cuidado y uso de los animales y presenta un "informe semestral" al Oficial Institucional. La Guía (aplicada por OLAW) también tiene requisitos para las responsabilidades de IACUC y revisiones de programas.
El cuidado y uso de animales en la investigación en los Estados Unidos están controlados en gran medida por los Comités Institucionales de Cuidado y Uso de Animales.
La siguiente información se basa en la actividad de IACUC en los Estados Unidos hace más de 15 años. Además, el propósito de un IACUC no es proporcionar una supervisión "consistente" entre estudios o instituciones. Cada institución tiene su propia cultura, prioridades e interpretaciones. Un estudio realizado en 2001 por el profesor de psicología Scott Plous de la Universidad Wesleyan que evaluó la confiabilidad de los IACUC encontró poca consistencia entre las decisiones tomadas por los IACUC en diferentes instituciones. Un comunicado de prensa de la Universidad Wesleyana resumió parte de los hallazgos:

The investigation, which took three years to complete, compared judgments made by 50 randomly selected animal care and use committees drawn from U.S. colleges and universities. To assess the consistency of approval decisions, 150 recent research proposals from these institutions were each independently evaluated by two different animal care and use committees.

The results showed that approval decisions were statistically unrelated. In most cases, proposals that were disapproved by one committee were approved by the second committee.

The study also explored whether reviews were more reliable when the experiment involved certain types of animals or procedures. For example, reliability was assessed for proposals that involved dogs, cats, and primates, or for experiments involving drugs, surgery, animal pain, or death. Even in these cases, independent reviews did not agree beyond chance levels.

En respuesta al estudio de Plous, una carta de refutación a Science escrita por investigadores de animales, personal de cuidado de animales y miembros de sociedades de investigación profesional declaró:

That the masked protocols would be rated more negatively was predictable for the following reasons. First, IACUCs rely on knowing the experience of the investigators and staff, information that was not included for the unofficial IACUCs. Not surprisingly, most of the negative shifts (84 of 118) were to categories calling for more information. Second, withholding approval had no practical consequence. Third, participants might have felt scrutinized by researchers with an "animal rights" agenda, and erred on the side of deferral or rejection. Fourth, navigating another institution's forms can be difficult. And fifth, IACUCs unfamiliar with particular species or procedures are less likely to understand a protocol. These factors make it almost impossible to compare the actions of the original and unofficial IACUCs and thus call into question the major premises and conclusions of this study.

Las instituciones también están sujetas a inspecciones anuales sin previo aviso por parte de los inspectores veterinarios del USDA APHIS. Hay alrededor de 70 inspectores  que supervisan alrededor de 1100 instituciones de investigación. Los inspectores también realizan verificaciones previas a la concesión de licencias para sitios que no se dedican a la investigación o el transporte de animales, de los cuales existen más de 4000 (por ejemplo, perreras).
Otro instrumento regulador es la Oficina de Bienestar de los Animales de Laboratorio (OLAW), que es una oficina dentro de los Institutos Nacionales de Salud de EE. UU. OLAW supervisa todos los estudios con animales financiados por el Servicio de Salud Pública (incluidos los NIH). La Ley de Extensión de la Investigación en Salud de 1985 instruyó a los NIH a redactar la Política del Servicio de Salud Pública (PHS, por sus siglas en inglés) sobre el Cuidado Humanitario y el Uso de Animales de Laboratorio. Esta Política se aplica a cualquier científico o institución individual que reciba fondos federales y requiere que cada institución tenga un IACUC, entre otras estipulaciones. OLAW hace cumplir las recomendaciones de la Guía para el cuidado y uso de animales de laboratorio Guía para el cuidado y uso de animales de laboratorio: Octava edición publicada por el Instituto para la investigación con animales de laboratorio, Página no encontrada : División de Estudios de la Tierra y la Vida Archivado el 23 de diciembre de 2018 en Wayback Machine. que cubre todas las especies de vertebrados, incluidos roedores, aves, peces, anfibios y reptiles Guía para el cuidado y uso de animales de laboratorio: octava edición Esto significa que los IACUC supervisan el uso de todas las especies de vertebrados en la investigación en instalaciones que reciben fondos federales, incluso si las especies no están cubiertas por la AWA. OLAW no lleva a cabo inspecciones programadas, pero requiere que "Como condición para recibir el apoyo del PHS para la investigación con animales de laboratorio, las instituciones adjudicatarias deben proporcionar una Garantía de cumplimiento de Bienestar Animal por escrito (Garantía) a OLAW que describa los medios que emplearán para cumplir". con la política de PHS".  OLAW realiza inspecciones solo cuando existe una sospecha o una supuesta violación que no puede resolverse mediante correspondencia escrita. La acreditación de la Asociación para la Evaluación y Acreditación de Cuidado de Animales de Laboratorio Internacional (AAALAC ),  una asociación no gubernamental sin fines de lucro, es considerada por la industria como el "estándar de oro" de la acreditación. La acreditación se mantiene a través de una visita preestablecida al sitio AAALAC y una evaluación del programa organizada por la institución miembro una vez cada tres años.  La acreditación tiene por objeto garantizar el cumplimiento de las normas de la Guía para el cuidado y uso de animales de laboratorio, así como cualquier otra legislación nacional o local sobre bienestar animal.

## Canadá
El Consejo Canadiense sobre el Cuidado de los Animales (CCAC) se creó para actuar en interés del pueblo de Canadá para garantizar, a través de programas de educación, evaluación y desarrollo de directrices, que el uso de animales, cuando sea necesario, para la investigación, la enseñanza y la experimentación emplea métodos óptimos cuidado físico y psicológico de acuerdo con estándares científicos aceptables, y promover un mayor nivel de conocimiento, conciencia y sensibilidad a los principios éticos relevantes. En la reunión inaugural del 30 de enero de 1968, la CCAC adoptó la siguiente declaración de objetivos: "desarrollar principios rectores para el cuidado de animales de experimentación en Canadá y trabajar para su aplicación efectiva".
El gobierno federal no tiene jurisdicción para aprobar leyes que involucren experimentos con animales. Las provincias tienen jurisdicción sobre esa zona. El gobierno federal, sin embargo, está involucrado en tres áreas: el poder del derecho penal, el poder de la salud y el poder adquisitivo.
El Código Penal de Canadá
Las secciones 446 y 447 del Código Penal protegen a los animales de la crueldad, el abuso y el abandono. Esta sección del Código Penal ha sido objeto de revisión durante varios años.
La Ley de Salud de los Animales
La Ley de Salud de los Animales (1990) y sus reglamentos tienen como objetivo principal proteger al ganado canadiense de una variedad de enfermedades infecciosas que amenazarían tanto la salud de los animales como de las personas, y el comercio canadiense de ganado con otros países. Esta ley se utiliza tanto para hacer frente a brotes de enfermedades nombradas en Canadá como para prevenir la entrada de enfermedades inaceptables que no existen en Canadá.
El poder adquisitivo
El otro mecanismo a través del cual el gobierno federal ha prestado su apoyo al trato humanitario de los animales no es estrictamente de naturaleza legislativa, pero en muchos aspectos es uno de los instrumentos más poderosos disponibles para el gobierno federal para establecer estándares nacionales. El poder del gobierno federal para otorgar subvenciones sujetas a las condiciones impuestas a los beneficiarios, ya sean gobiernos provinciales o beneficiarios individuales o corporativos, puede tomar una variedad de formas diferentes. Una forma es la de la subvención o contrato federal condicional. Esta manifestación del poder federal es lo que actualmente sustenta la imposición de los estándares CCAC en las instalaciones que reciben fondos de los Institutos Canadienses de Investigación en Salud y el Consejo de Investigación de Ciencias Naturales e Ingeniería. Cuando el gobierno mismo adjudica un contrato a una institución académica o no académica, la cláusula A9015C del Manual de Condiciones y Cláusulas de Adquisición Estándar de Obras Públicas impone condiciones relacionadas con el cuidado y uso de animales de experimentación en obras públicas y servicios gubernamentales.
Todas las provincias de Canadá han creado y aprobado leyes relacionadas con el bienestar animal, pero solo algunas provincias han elaborado sus propias leyes. Estas provincias son Alberta, Manitoba, Saskatchewan, Ontario, New Brunswick, Nova Scotia y Prince Edward Island.

### Alberta
En 2006, se revisó y declaró la Ley de Protección Animal de Alberta. Anteriormente, en Alberta, solo las instituciones académicas estaban sujetas a las reglamentaciones provinciales que hacían referencia a los estándares CCAC, ya que estos estándares se mencionaban exclusivamente en la Ley de Universidades de Alberta. En 2005, la Ley de Universidades y otras dos leyes fueron examinadas por el Ministerio de Agricultura, Alimentación y Desarrollo Rural de Alberta (AAFRD), con la esperanza de combinarlas y actualizar su contenido. El artículo 2(1) de las Regulaciones de Protección Animal fue revisado por la CCAC y la AAFRD y ahora establece que "una persona que posee o tiene la custodia, el cuidado o el control de un animal para actividades de investigación debe cumplir con los siguientes documentos del Consejo Canadiense de Cuidado Animal ", y enumera los 22 estándares de CCAC, incluida la Guía de CCAC para el cuidado y uso de animales de experimentación y las diversas pautas y políticas publicadas por CCAC.

### Isla del Príncipe Eduardo
En la Isla del Príncipe Eduardo, las Regulaciones de Protección Animal hechas bajo la Ley de Protección y Salud Animal establecen que las reglas que controlan el cuidado de los animales usados para investigación médica o científica se pueden encontrar en los Volúmenes 1 y 2 de la Guía para el Cuidado y Uso de Animales Experimentales. Animales publicados por el CCAC. en las Islas del Príncipe Eduardo

### manitoba
En la provincia de Manitoba, según la Ley de Cuidado de Animales, no está permitido que una persona cause sufrimiento a un animal. El uso de animales para la investigación y la docencia es aceptable siempre que se ajuste a las normas establecidas en la Ley. Todas las instituciones que utilicen animales con fines de investigación y docencia tienen que someterse a obedecer el sistema establecido por la CCAC. De lo contrario, cualquier daño causado a un animal en un programa de investigación o enseñanza será considerado como un delito bajo la Ley.

### ontario
Todas las instalaciones de investigación en Ontario deben estar registradas y autorizadas según la legislación Ley de animales para la investigación. Entre las disposiciones de la Ley de Animales para Investigación, se debe señalar el deber de establecer un comité de cuidado de animales, cuyas responsabilidades y poderes son similares a los requeridos por el sistema CCAC, y el requisito de que cualquier operador de una instalación de investigación presente a la persona designada por el ministro de Agricultura, Alimentación y Medio Rural un informe respecto de los animales utilizados en el centro de investigación para la investigación. El Reglamento 24 rige el alojamiento y el cuidado de los animales. La Regulación 25 controla las condiciones para el transporte de los animales que son utilizados o van a ser utilizados por un centro de investigación.

## Australia
En Australia, los Comités de Ética Animal (AEC) determinan si el uso de un animal es válido o no. Los AEC deben seguir el Código para garantizar el bienestar de los animales utilizados para la investigación. El Código enfatiza las responsabilidades de los investigadores, maestros e instituciones que utilizan animales para:
- asegurarse de que el uso de animales esté justificado, teniendo en cuenta los beneficios científicos o educativos y los posibles efectos sobre el bienestar de los animales;
- garantizar que siempre se tenga en cuenta el bienestar de los animales;
- promover el desarrollo y uso de técnicas que reemplacen el uso de animales en

actividades científicas y docentes;
- minimizar el número de animales utilizados en los proyectos; y
- perfeccionar los métodos y procedimientos para evitar el dolor o la angustia en los animales utilizados en actividades científicas y docentes.

Las actividades científicas y docentes con animales sólo podrán realizarse cuando sean imprescindibles:
- obtener y establecer información significativa relevante para el entendimiento de humanos y/o animales;
- para el mantenimiento y mejora de la salud y el bienestar humano y/o animal;
- para la mejora del manejo o producción animal;
- obtener y establecer información significativa relevante para la comprensión, mantenimiento o mejora del entorno natural; o
- para el logro de los objetivos educativos.

Los investigadores sólo pueden realizar sus estudios una vez que se haya aprobado la validez del uso de los animales y que exista un mayor beneficio educativo o científico que compense los posibles efectos sobre el bienestar de los animales. Los investigadores deben presentar una propuesta por escrito a un AEC que indique lo que se quiere lograr, una defensa del estudio y la ética y el bienestar de los animales utilizados que reflejen las 3R.

## Nueva Zelanda
La Ley de Bienestar Animal de Nueva Zelanda de 1999 requiere que los propietarios y las personas a cargo de los animales garanticen que se satisfagan las necesidades físicas, de salud y de comportamiento de los animales, y que se alivie el dolor y la angustia. En Nueva Zelanda, como en muchos países, se utilizan animales de laboratorio (principalmente roedores) y animales de granja (principalmente bovinos y ovinos) en investigación, pruebas y enseñanza, lo que comúnmente se conoce como RTT. El uso de animales en RTT está estrictamente controlado por la Ley de Bienestar Animal de 1999 y las organizaciones que utilizan animales deben seguir un código de conducta ética aprobado. Esto establece las políticas y procedimientos que deben ser adoptados y seguidos por la organización y su comité de ética animal.
Todo proyecto debe ser aprobado y supervisado por un comité de ética animal. Estos comités deben tener tres miembros externos:
- un candidato de una organización de bienestar animal aprobada (como la SPCA),[30]
- un candidato de la Asociación Veterinaria de Nueva Zelanda[31] y,
- un laico para representar el interés público (y nominado por un organismo del gobierno local).

Los titulares de códigos y sus comités de ética animal son revisados de forma independiente (por revisores acreditados por MPI) al menos una vez cada cinco años. Todos los titulares de códigos deben presentar estadísticas anuales de uso de animales sobre el número de animales utilizados en investigación, pruebas de laboratorio o enseñanza, y su impacto en ellos, desde poco o nada hasta grave.
El Ministerio de Industrias Primarias (MPI, por sus siglas en inglés) administra la Ley y lidera las políticas y prácticas de bienestar animal en Nueva Zelanda. El Comité Asesor Nacional de Ética Animal (NAEAC) se estableció en virtud de la Ley de Bienestar Animal para brindar asesoramiento independiente al Ministro de Industrias Primarias sobre:
- Cuestiones éticas y de bienestar animal relacionadas con el uso de animales en investigación, experimentación y enseñanza.
- recomendaciones sobre las restricciones de uso de homínidos no humanos
- asesoramiento a Comités de Ética Animal
- el desarrollo y revisión de códigos de conducta ética

## Brasil
La ley federal para el uso científico de animales fue aprobada en 2008. La ley creó el Consejo Nacional para el Control de la Experimentación Animal (CONCEA) y exigió que las instituciones crearan un comité de ética para el uso de animales.
En 2009, el Decreto 6899/2009 definió a la CONCEA como el órgano rector y asesor, dependiente del Ministerio de Ciencia y Tecnología, para autorizar la acreditación de instituciones registradas y otorgar licencias a dichas instituciones para el uso de animales en investigación. El mismo decreto también establece que se elabore una base de datos electrónica para permitir que las instalaciones de cría e investigación se registren a fin de solicitar la acreditación de CONCEA.
Brasil también refuerza las 3R.